# Ranganathan Francis
Ranganathan Francis, né le 15 mars 1920, est un joueur indien de hockey sur gazon.

## Biographie
Il participe à trois éditions des Jeux olympiques avec l'équipe nationale de hockey, remportant la médaille d'or à chaque fois (en 1948, 1952 et 1956). 